# آنتونیو رامون
آنتونیو رامون (اسپانیایی: Antonio Román‎؛ ۹ نوامبر ۱۹۱۱ – ۱۶ ژوئن ۱۹۸۹) یک کارگردان فیلم، فیلم‌نامه‌نویس، تهیه‌کننده، منتقد فیلم اهل اسپانیا بود.